# Cruzy
Cruzy [kʁy.zi] (en occitan Crusi ['kry.zi]) est une commune française située dans le sud-ouest du département de l'Hérault, en région Occitanie.
Exposée à un climat méditerranéen, elle est drainée par le canal du Midi, la rivière de Quarante, le ruisseau de la Nazoure et par divers autres petits cours d'eau. La commune possède un patrimoine naturel remarquable : un site Natura 2000 (le « Minervois ») et cinq zones naturelles d'intérêt écologique, faunistique et floristique.
Cruzy est une commune rurale qui compte 954 habitants en 2022.  Ses habitants sont appelés les Cruzyats ou  Cruzyates.

## Géographie

### Localisation
La commune est limitrophe du département de l'Aude.
Cruzy se caractérise par sa position au cœur de plusieurs vallons, entouré de collines boisées et de vignes, et traversé par la rivière Nazoure.

### Communes limitrophes
Les communes limitrophes sont  Argeliers, Bize-Minervois, Cébazan, Montouliers, Ouveillan, Quarante et Villespassans.
| Villespassans         |                  | Cébazan (sur 30 m) |
| Bize-Minervois (Aude) | Cruzy            | Quarante           |
| Montouliers           | Argeliers (Aude) | Ouveillan (Aude)   |

### Climat
Pour des articles plus généraux, voir Climat de l'Occitanie et Climat de l'Hérault.
En 2010, le climat de la commune est de type climat méditerranéen franc, selon une étude s'appuyant sur une série de données couvrant la période 1971-2000. En 2020, Météo-France publie une typologie des climats de la France métropolitaine dans laquelle la commune est exposée à un climat méditerranéen et est dans la région climatique  Provence, Languedoc-Roussillon, caractérisée par une pluviométrie faible en été, un très bon ensoleillement (2 600 h/an), un été chaud (21,5 °C), un air très sec en été, sec en toutes saisons, des vents forts (fréquence de 40 à 50 % de vents > 5 m/s) et peu de brouillards.
Pour la période 1971-2000, la température annuelle moyenne est de 14,6 °C, avec une amplitude thermique annuelle de 15,9 °C. Le cumul annuel moyen de précipitations est de 718 mm, avec 6,5 jours de précipitations en janvier et 2,7 jours en juillet. Pour la période 1991-2020, la température moyenne annuelle observée sur la station météorologique la plus proche, située sur la commune d'Argeliers à 5 km à vol d'oiseau, est de 15,8 °C et le cumul annuel moyen de précipitations est de 624,7 mm,. Pour l'avenir, les paramètres climatiques de la commune estimés pour 2050 selon différents scénarios d'émission de gaz à effet de serre sont consultables sur un site dédié publié par Météo-France en novembre 2022.

### Milieux naturels et biodiversité

#### Réseau Natura 2000

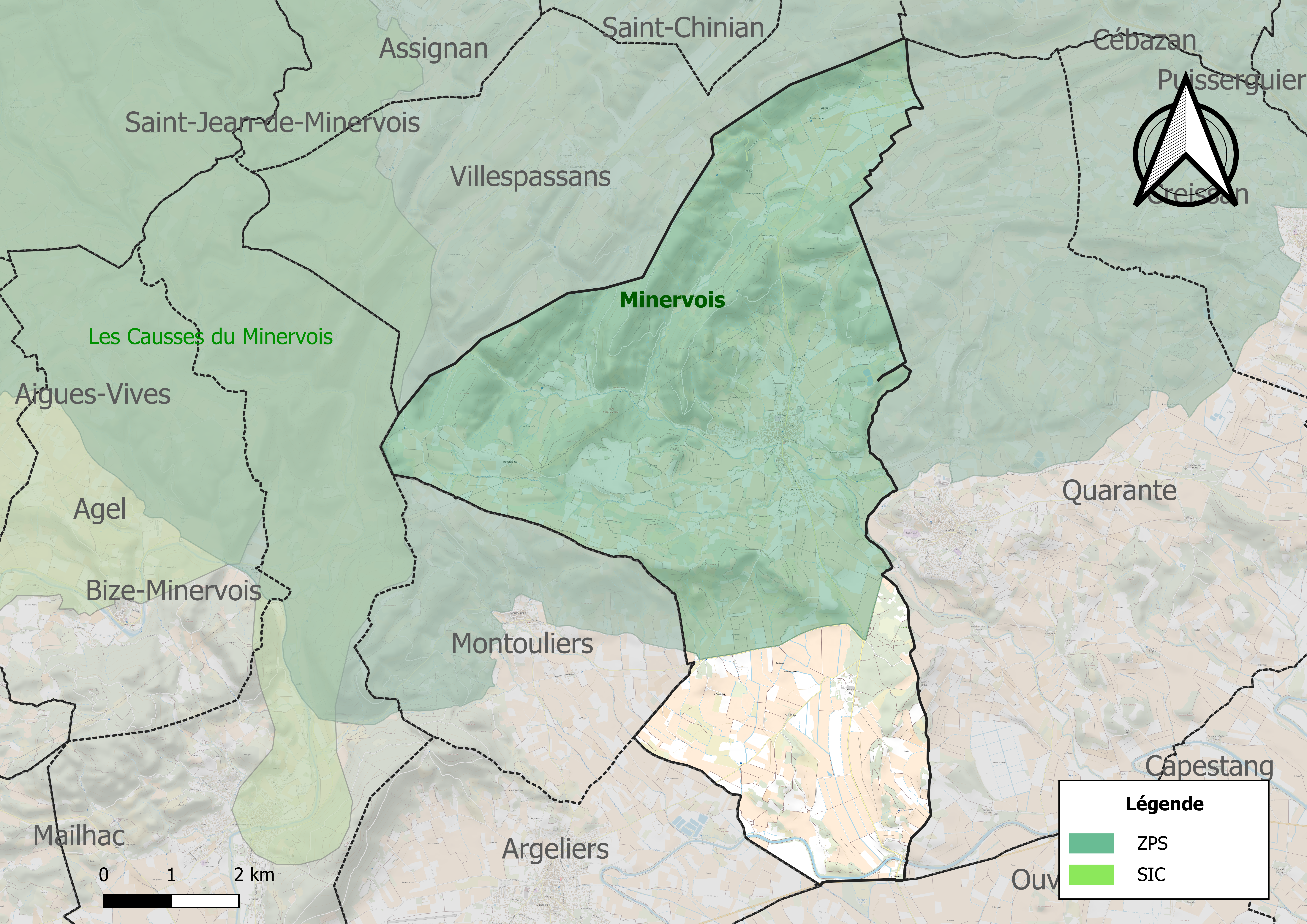
Sites Natura 2000 sur le territoire communal.

Le réseau Natura 2000 est un réseau écologique européen de sites naturels d'intérêt écologique élaboré à partir des directives habitats et oiseaux, constitué de zones spéciales de conservation (ZSC) et de zones de protection spéciale (ZPS). 
Un site Natura 2000 a été défini sur la commune au titre  de la directive oiseaux :  retenu pour la conservation de rapaces de l'annexe I de la directive oiseaux, en particulier l'Aigle de Bonelli et l'Aigle royal. Mais le Busard cendré, le Circaète Jean-le-Blanc et le Grand-Duc sont également des espèces à enjeu pour ce territoire, d'une superficie de 24 820 ha, retenu pour la conservation de rapaces de l'annexe I de la directive oiseaux, en particulier l'Aigle de Bonelli et l'Aigle royal. Mais le Busard cendré, le Circaète Jean-le-Blanc et le Grand-Duc sont également des espèces à enjeu pour ce territoire.

#### Zones naturelles d'intérêt écologique, faunistique et floristique
L’inventaire des zones naturelles d'intérêt écologique, faunistique et floristique (ZNIEFF) a pour objectif de réaliser une couverture des zones les plus intéressantes sur le plan écologique, essentiellement dans la perspective d’améliorer la connaissance du patrimoine naturel national et de fournir aux différents décideurs un outil d’aide à la prise en compte de l’environnement dans l’aménagement du territoire. 
Trois ZNIEFF de type 1 sont recensées sur la commune :
- le « bois de Sériège » (95 ha), couvrant 2 communes du département[12] ;
- les « gorges d'Aymes et de la Cesse » (820 ha), couvrant 5 communes dont une dans l'Aude et quatre dans l'Hérault[13],
- la « plaine agricole d'Ouveillan » (1 902 ha), couvrant 7 communes dont quatre dans l'Aude et trois dans l'Hérault[14] ;

et deux ZNIEFF de type 2, : 
- le « Haut Minervois » (21 605 ha), couvrant 26 communes dont cinq dans l'Aude et 21 dans l'Hérault[15] ;
- les « Vignes du Minervois » (9 972 ha), couvrant 13 communes du département[16].

Carte des ZNIEFF de type 1 et 2 à Cruzy.
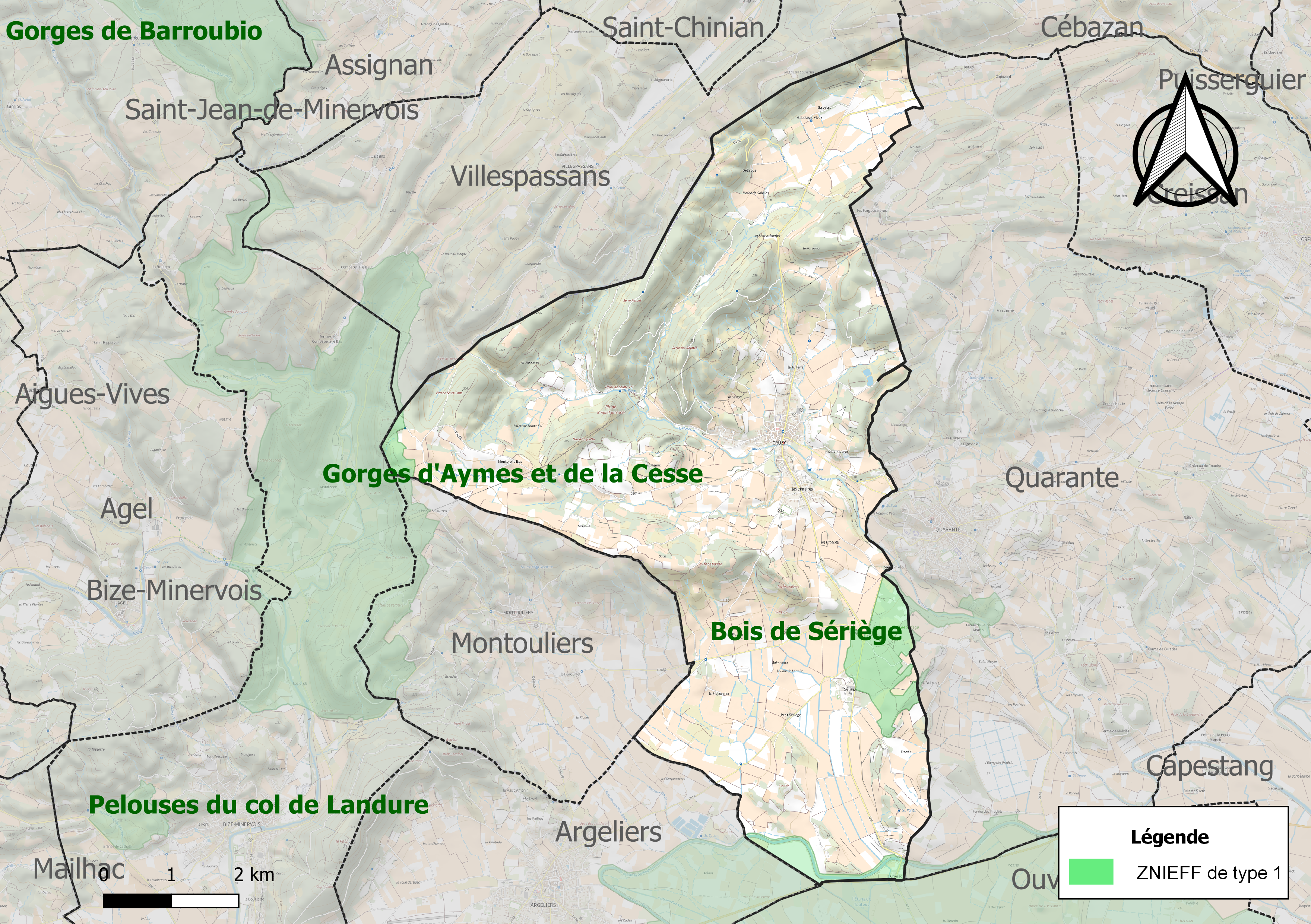
Carte des ZNIEFF de type 1 sur la commune.
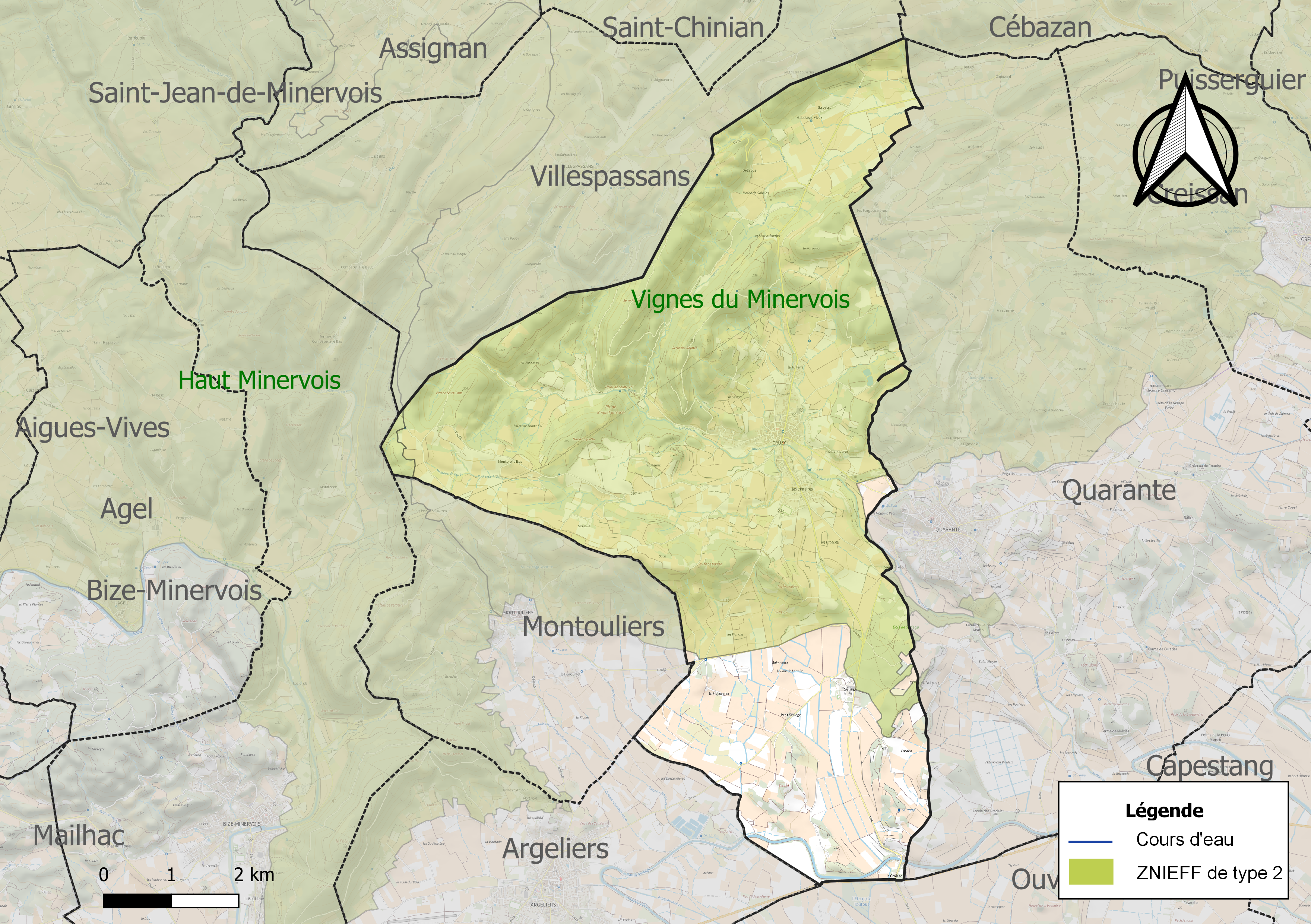
Carte des ZNIEFF de type 2 sur la commune.

## Urbanisme

### Typologie
Au 1er janvier 2024, Cruzy est catégorisée bourg rural, selon la nouvelle grille communale de densité à sept niveaux définie par l'Insee en 2022.
Elle est située hors unité urbaine et hors attraction des villes,.

### Occupation des sols
L'occupation des sols de la commune, telle qu'elle ressort de la base de données européenne d’occupation biophysique des sols Corine Land Cover (CLC), est marquée par l'importance des territoires agricoles (67,3 % en 2018), une proportion sensiblement équivalente à celle de 1990 (66,7 %). La répartition détaillée en 2018 est la suivante : 
cultures permanentes (59 %), forêts (27,3 %), zones agricoles hétérogènes (7,7 %), milieux à végétation arbustive et/ou herbacée (3,3 %), zones urbanisées (2,1 %), prairies (0,6 %). L'évolution de l’occupation des sols de la commune et de ses infrastructures peut être observée sur les différentes représentations cartographiques du territoire : la carte de Cassini (XVIIIe siècle), la carte d'état-major (1820-1866) et les cartes ou photos aériennes de l'IGN pour la période actuelle (1950 à aujourd'hui).

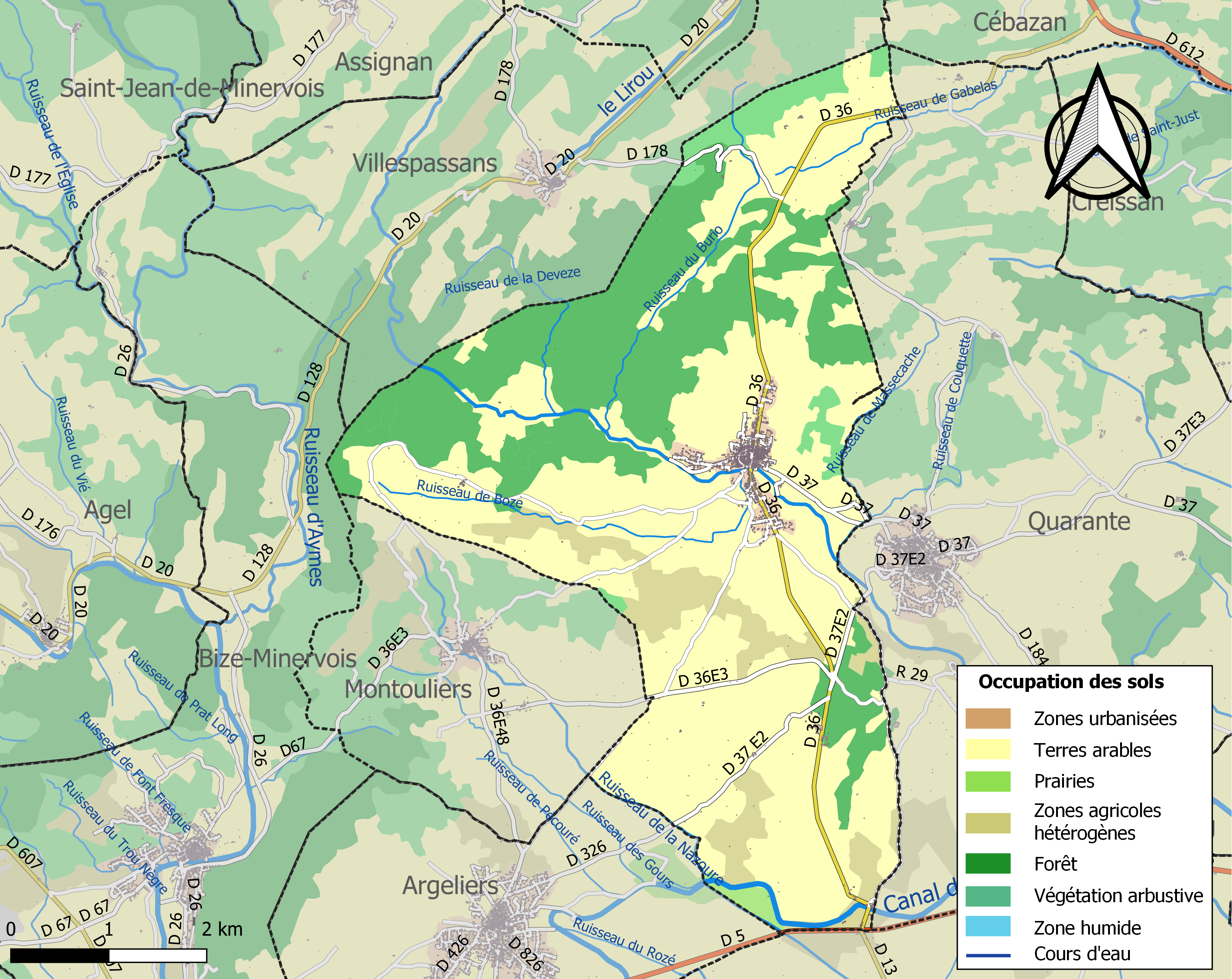
Carte des infrastructures et de l'occupation des sols de la commune en 2018 (CLC).

### Risques majeurs
Le territoire de la commune de Cruzy est vulnérable à différents aléas naturels : météorologiques (tempête, orage, neige, grand froid, canicule ou sécheresse), inondations, feux de forêts et séisme (sismicité faible). Il est également exposé à un risque technologique,  le transport de matières dangereuses, et à un risque particulier : le risque de radon. Un site publié par le BRGM permet d'évaluer simplement et rapidement les risques d'un bien localisé soit par son adresse soit par le numéro de sa parcelle.

#### Risques naturels
Certaines parties du territoire communal sont susceptibles d’être affectées par le risque d’inondation par débordement de cours d'eau, notamment le canal du Midi et la rivière de Quarante. La commune a été reconnue en état de catastrophe naturelle au titre des dommages causés par les inondations et coulées de boue survenues en 1982, 1992, 1995, 1996, 1999, 2018 et 2019,.
Cruzy est exposée au risque de feu de forêt. Un plan départemental de protection des forêts contre les incendies (PDPFCI) a été approuvé en juin 2013 et court jusqu'en 2022, où il doit être renouvelé. Les mesures individuelles de prévention contre les incendies sont précisées par deux arrêtés préfectoraux et s’appliquent dans les zones exposées aux incendies de forêt et à moins de 200 mètres de celles-ci. L’arrêté du 25 avril 2002 réglemente l'emploi du feu en interdisant notamment d’apporter du feu, de fumer et de jeter des mégots de cigarette dans les espaces sensibles et sur les voies qui les traversent sous peine de sanctions. L'arrêté du 11 mars 2013 rend le débroussaillement obligatoire, incombant au propriétaire ou ayant droit,.

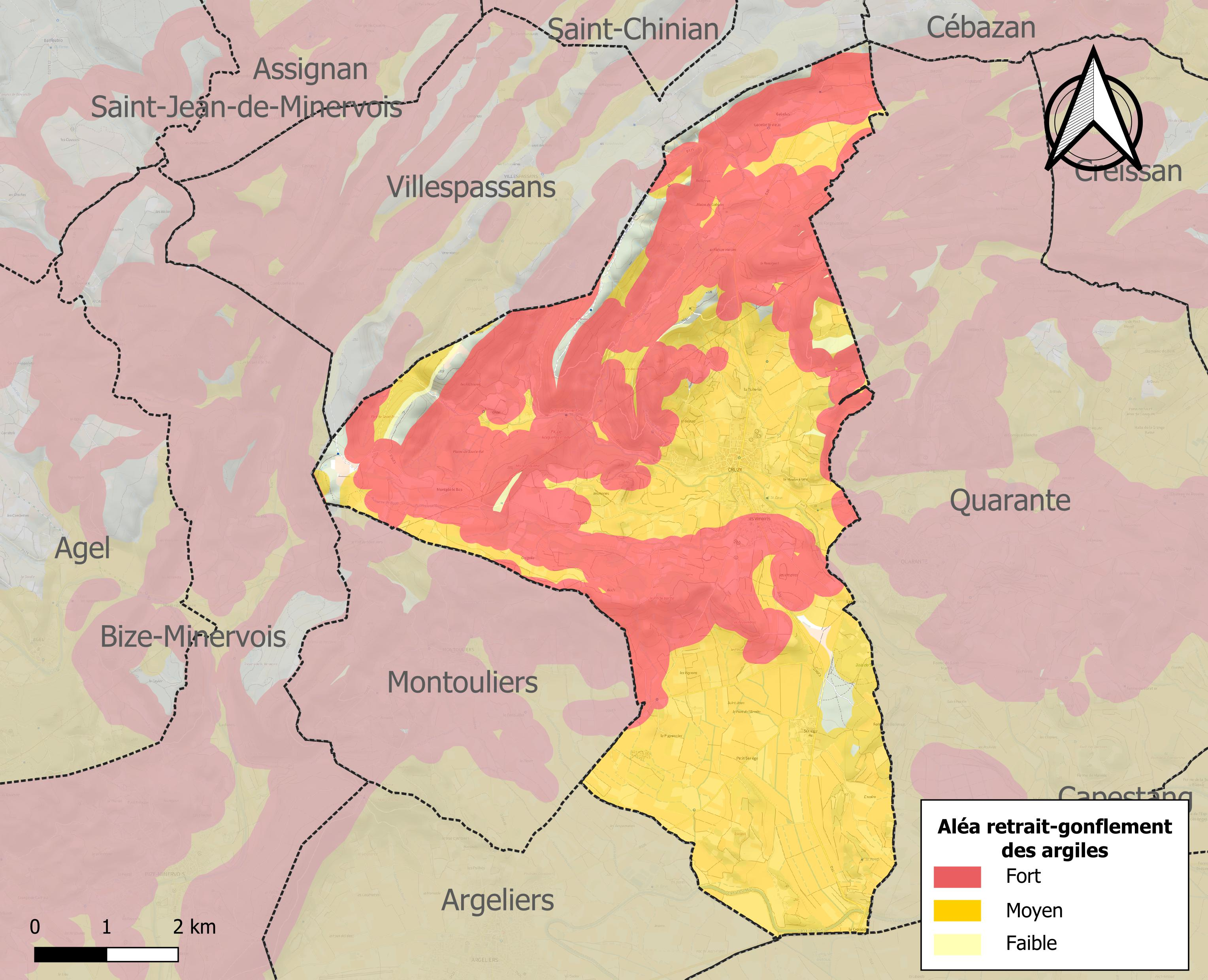
Carte des zones d'aléa retrait-gonflement des sols argileux de Cruzy.

Le retrait-gonflement des sols argileux est susceptible d'engendrer des dommages importants aux bâtiments en cas d’alternance de périodes de sécheresse et de pluie. 94,9 % de la superficie communale est en aléa moyen ou fort (59,3 % au niveau départemental et 48,5 % au niveau national). Sur les 601 bâtiments dénombrés sur la commune en 2019, 600 sont en aléa moyen ou fort, soit 100 %, à comparer aux 85 % au niveau départemental et 54 % au niveau national. Une cartographie de l'exposition du territoire national au retrait gonflement des sols argileux est disponible sur le site du BRGM,.
Par ailleurs, afin de mieux appréhender le risque d’affaissement de terrain, l'inventaire national des cavités souterraines permet de localiser celles situées sur la commune.

#### Risques technologiques
Le risque de transport de matières dangereuses sur la commune est lié à sa traversée par des infrastructures routières ou ferroviaires importantes ou la présence d'une canalisation de transport d'hydrocarbures. Un accident se produisant sur de telles infrastructures est susceptible d’avoir des effets graves sur les biens, les personnes ou l'environnement, selon la nature du matériau transporté. Des dispositions d’urbanisme peuvent être préconisées en conséquence.

#### Risque particulier
Dans plusieurs parties du territoire national, le radon, accumulé dans certains logements ou autres locaux, peut constituer une source significative d’exposition de la population aux rayonnements ionisants. Certaines communes du département sont concernées par le risque radon à un niveau plus ou moins élevé. Selon la classification de 2018, la commune de Cruzy est classée en zone 2, à savoir zone à potentiel radon faible mais sur lesquelles des facteurs géologiques particuliers peuvent faciliter le transfert du radon vers les bâtiments.

## Politique et administration
| Période        | Période        | Identité        | Étiquette | Qualité |
| -------------- | -------------- | --------------- | --------- | ------- |
| 1947           | 1983           | Henri Bouisset  |           |         |
| 1983           | mars 1995      | André Espinasse |           |         |
| mars 1995      | mars 2001      | Charles Bruel   |           |         |
| mars 2001      | septembre 2002 | Georges Pons    | SE        |         |
| septembre 2002 | mars 2008      | Gilles Rouyrenc | SE        |         |
| mars 2008      | 2020           | Hedwige Sola    | DVG       |         |
| 2020           | En cours       | Rémy Affre      |           |         |

## Démographie
L'évolution du nombre d'habitants est connue à travers les recensements de la population effectués dans la commune depuis 1793. Pour les communes de moins de 10 000 habitants, une enquête de recensement portant sur toute la population est réalisée tous les cinq ans, les populations de référence des années intermédiaires étant quant à elles estimées par interpolation ou extrapolation. Pour la commune, le premier recensement exhaustif entrant dans le cadre du nouveau dispositif a été réalisé en 2004.

En 2022, la commune comptait 954 habitants, en évolution de −4,41 % par rapport à 2016 (Hérault : +7,49 %, France hors Mayotte : +2,11 %).
| 1793 | 1800 | 1806 | 1821 | 1831 | 1836  | 1841  | 1846  | 1851  |
| ---- | ---- | ---- | ---- | ---- | ----- | ----- | ----- | ----- |
| 805  | 872  | 857  | 915  | 992  | 1 100 | 1 060 | 1 102 | 1 108 |

| 1856  | 1861  | 1866  | 1872  | 1876  | 1881  | 1886  | 1891  | 1896  |
| ----- | ----- | ----- | ----- | ----- | ----- | ----- | ----- | ----- |
| 1 088 | 1 173 | 1 352 | 1 358 | 1 590 | 1 689 | 1 539 | 1 616 | 1 688 |

| 1901  | 1906  | 1911  | 1921  | 1926  | 1931  | 1936  | 1946  | 1954  |
| ----- | ----- | ----- | ----- | ----- | ----- | ----- | ----- | ----- |
| 1 714 | 1 647 | 1 584 | 1 565 | 1 512 | 1 518 | 1 425 | 1 200 | 1 162 |

| 1962  | 1968  | 1975 | 1982 | 1990 | 1999 | 2004 | 2006 | 2009 |
| ----- | ----- | ---- | ---- | ---- | ---- | ---- | ---- | ---- |
| 1 158 | 1 059 | 905  | 844  | 801  | 830  | 920  | 944  | 957  |

| 2014  | 2019 | 2022 | - | - | - | - | - | - |
| ----- | ---- | ---- | - | - | - | - | - | - |
| 1 001 | 967  | 954  | - | - | - | - | - | - |

Les habitants du village sont des cruzyates.

## Culture locale et patrimoine

### Lieux et monuments

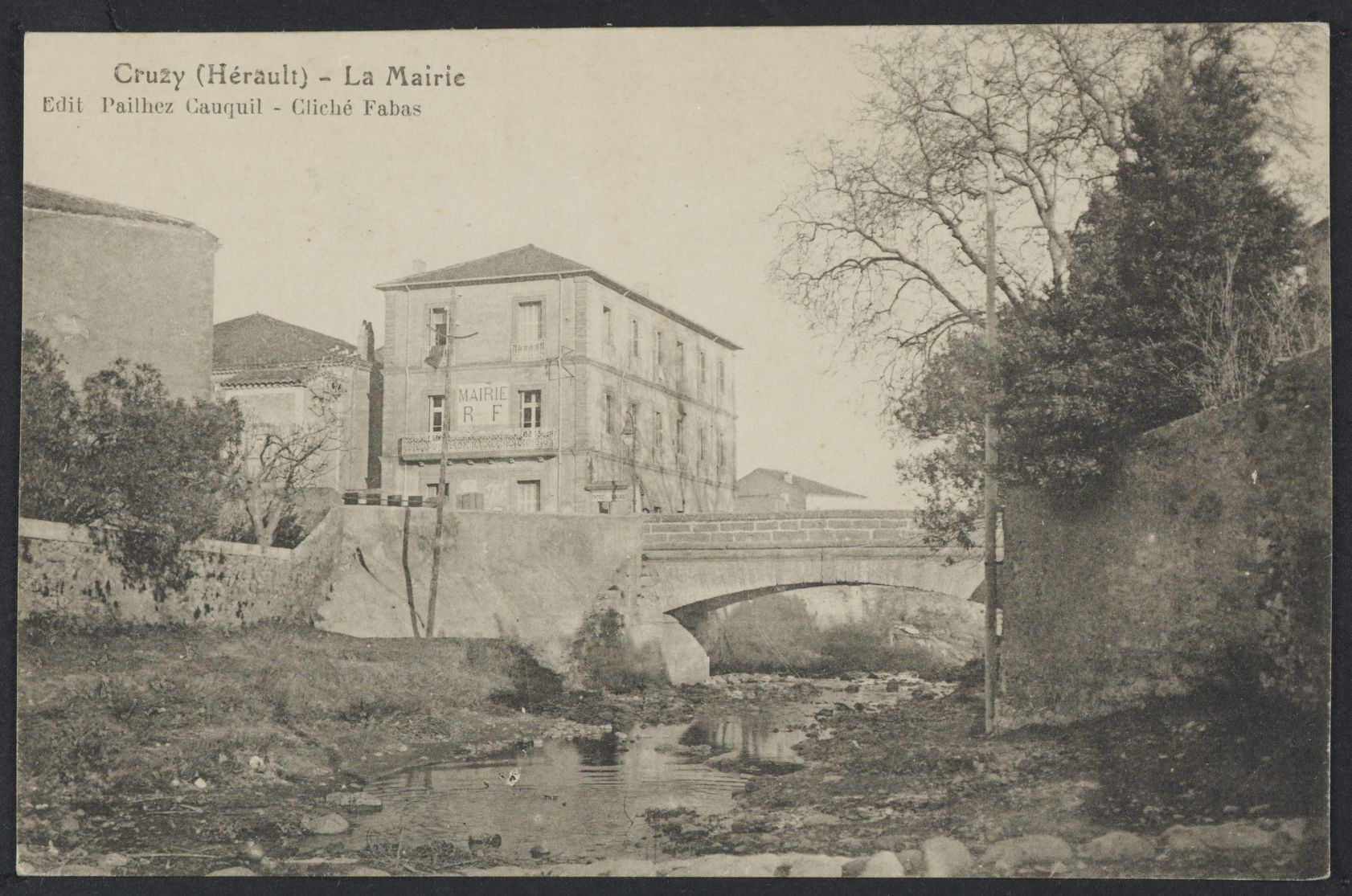
Carte postale de la mairie (fin XIX - début XX)

- Carte postale de la mairie (fin XIX - début XX)L'église Sainte-Eulalie de Cruzy, dédiée à sainte Eulalie. Église fortifiée de style roman puis gothique, avec de nombreux agrandissements du Xe siècle au XIVe siècle. Classée monument historique en 1913[30]. On peut accéder au clocher qui culmine à 45 mètres par un escalier de près de 100 marches. À l'intérieur, on peut voir une superbe Vierge à l'Enfant du XIVe siècle.
- La chapelle de Sainte-Foy de Cruzy, peut-être d'origine wisigothique. Il ne reste actuellement pas grand chose de cet édifice situé à deux kilomètres à l'ouest du village car la nef a été détruite. On y accède par une petite route goudronnée menant à Villespassans qui emprunte deux défilés creusés par la rivière Nazoure (défilé de Sainte-Foy, puis plus loin défilé de Marie-Close).
- Le musée de l'ACAP[31] (Association Culturelle Archéologique et Paléontologique), situé 6 rue de la Poste (entrée gratuite). Ce petit musée contient de nombreux vestiges retrouvés depuis plus de 30 ans sur le territoire de la commune ou de la proche région par les membres de l'ACAP[31] (Cruzy - Creissan - Montouliers - Villespassans). On peut y voir notamment des œufs de dinosaures fossiles, des ossements de dinosaures, des poteries romaines, mais également quatre magnifiques bannières (classées aux Monuments Historiques) réalisées lors des manifestations vigneronnes de 1907. Il existe de nombreux lieux de fouilles sur le territoire de la commune (des ossements de batraciens et de petits reptiles ont été récemment découverts)[réf. nécessaire].
- Le château féodal, situé au cœur du vieux village, ancienne propriété des vicomtes de Narbonne.

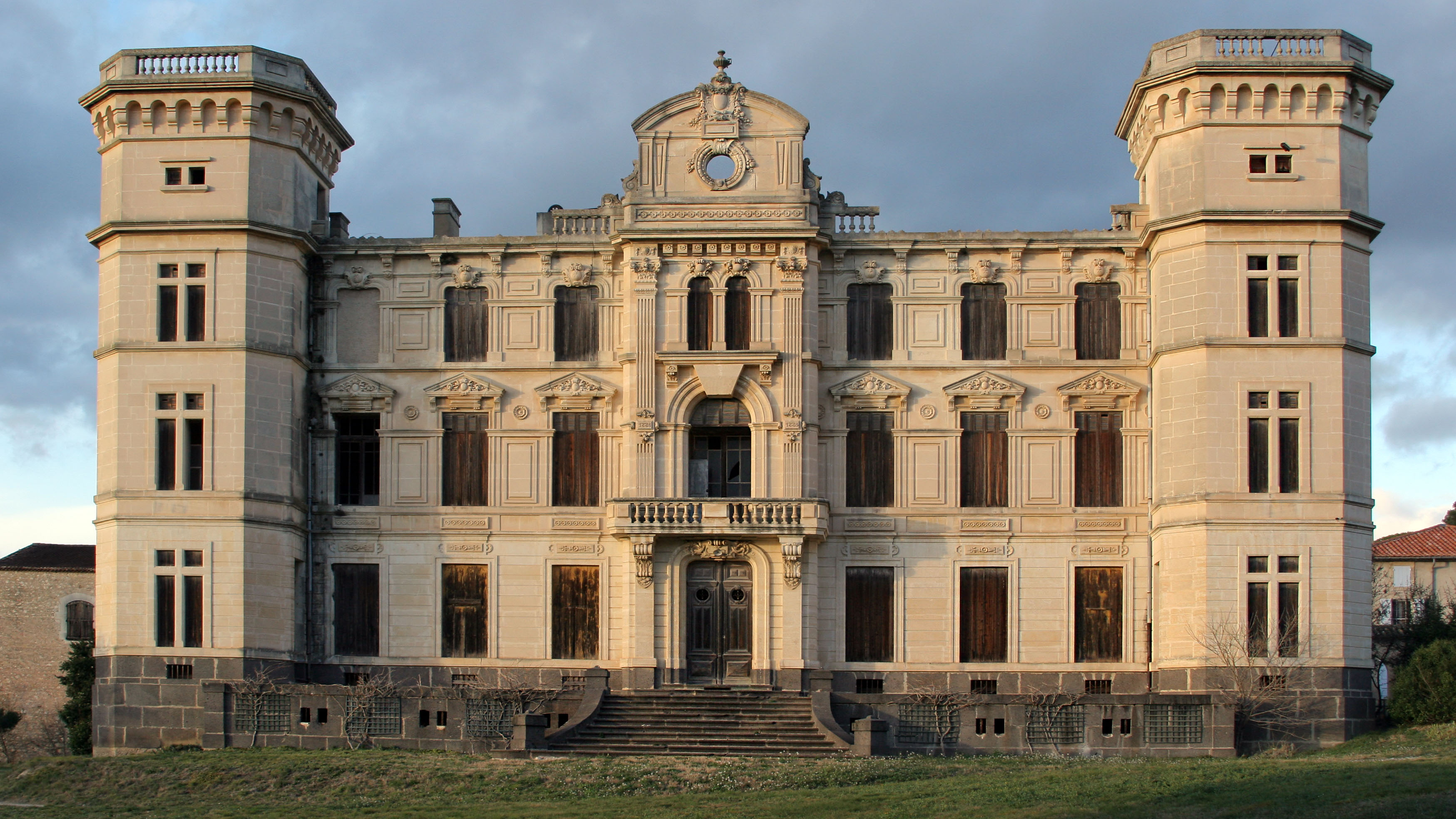
Château de Sériège en 2007

- Le château de Sériège, daté du XIXe siècle, ce "château vigneron" construit par la famille d'Andoque de Sériège (qui possédait plusieurs domaines viticoles dans la région), est un bel exemple de folies construites pendant l'âge d'or de la viticulture dans le Biterrois. Il ne fut cependant jamais achevé ni habité.
- Le canal du Midi, l'œuvre de Pierre-Paul Riquet traverse la commune au hameau de la Croisade. La D36 enjambe le canal par un magnifique pont de la fin du XVIIIe siècle.
- L'ancien moulin de Sainte-Eulalie, sur la rivière Nazoure, il existait à proximité un établissement d'embouteillage d'eau minérale.
- Le vieux puits, place de l'Église.

### Héraldique
| Blason de Cruzy | Blason  | Écartelé : au 1er de gueules plain, aux 2e et 3e d'azur au lion d'or armé, lampassé et couronné de gueules et au chef cousu du même chargé de trois étoiles d'or, au 4e d'argent à la croix de gueules. |
| Blason de Cruzy | Détails | Adopté en 1998. |